# 最大似然估计
在统计学中，最大似然估计（英語：maximum likelihood estimation，簡作MLE），也称极大似然估计，是用来估計一个概率模型的参数的一种方法。

## 预备知识
下方的讨论要求读者熟悉概率论中的基本定义，如概率分布、概率密度函数、随机变量、数学期望等。读者還須先熟悉连续实函数的基本性质，比如使用微分来求一个函数的极值（即极大值或极小值）。

同時，讀者須先擁有似然函數的背景知識，以了解最大似然估計的出發點及應用目的。

## 最大似然估计的原理
给定一个概率分布{\displaystyle D}，已知其概率密度函数（连续分布）或概率质量函数（离散分佈）为{\displaystyle f_{D}}，以及一个分佈参数{\displaystyle \theta }，我们可以从这个分布中抽出一个具有{\displaystyle n}个值的采样{\displaystyle X_{1},X_{2},\ldots ,X_{n}}，利用{\displaystyle f_{D}}计算出其似然函数：
{\displaystyle {\mbox{L}}(\theta \mid x_{1},\dots ,x_{n})=f_{\theta }(x_{1},\dots ,x_{n}).}
若{\displaystyle D}是离散分布，{\displaystyle f_{\theta }}即是在参数为{\displaystyle \theta }时观测到这一采样的概率；若其是连续分布，{\displaystyle f_{\theta }}则为{\displaystyle X_{1},X_{2},\ldots ,X_{n}}联合分布的概率密度函数在观测值处的取值。一旦我们获得{\displaystyle X_{1},X_{2},\ldots ,X_{n}}，我们就能求得一个关于{\displaystyle \theta }的估计。最大似然估计会寻找关于{\displaystyle \theta }的最可能的值（即，在所有可能的{\displaystyle \theta }取值中，寻找一个值使这个采样的“可能性”最大化）。从数学上来说，我们可以在{\displaystyle \theta }的所有可能取值中寻找一个值使得似然函数取到最大值。这个使可能性最大的{\displaystyle {\widehat {\theta }}}值即称为{\displaystyle \theta }的最大似然估计。由定义，最大似然估计是样本的函数。

### 注意
- 这裡的似然函数是指{\displaystyle x_{1},x_{2},\ldots ,x_{n}}不变时，关于{\displaystyle \theta }的一个函数。
- 最大似然估计不一定存在，也不一定唯一。

### 推导
最大似然估计可以从相对熵推导而来。相对熵衡量了使用一个给定分布{\displaystyle Q}来近似另一个分布{\displaystyle P}时的信息损失，对于离散型随机变量，可以用以下公式：
{\displaystyle D_{\text{KL}}(P||Q)=\sum _{i}P(i)\log {\frac {P(i)}{Q(i)}}}
其中，{\displaystyle P}是真实分布，{\displaystyle Q}是近似分布。在最大似然估计的情景下，假设分布拥有一系列参数{\displaystyle \theta }，我们希望通过样本得到参数的估计值{\displaystyle {\hat {\theta }}}。我们可以利用相对熵来评判估计的好坏：
{\displaystyle D_{\text{KL}}(p_{\theta }(x)||p_{\hat {\theta }}(x))=\sum _{x\in E}p_{\theta }(x)\log {\frac {p_{\theta }(x)}{p_{\hat {\theta }}(x)}}}
根据期望的定义，我们可以将上式改写为：
{\displaystyle {\begin{aligned}D_{\text{KL}}(p_{\theta }(x)||p_{\hat {\theta }}(x))&=\mathbb {E} _{\theta }\left[\log \left({\frac {p_{\theta }(x)}{p_{\hat {\theta }}(x)}}\right)\right]\\&=\mathbb {E} _{\theta }[\log p_{\theta }(x)]-\mathbb {E} _{\theta }[\log p_{\hat {\theta }}(x)]\end{aligned}}}
KL值越大，参数估计越坏，因此，需要通过改变估计参数{\displaystyle {\hat {\theta }}}的值来获得最小的值，所对应的参数极为最佳估计参数。即：
{\displaystyle {\hat {\theta }}_{\text{best}}=\arg \min _{\hat {\theta }}D_{\text{KL}}(p_{\theta }(x)||p_{\hat {\theta }}(x))}
假设有{\displaystyle n}个样本，根据大数定理，可以进行替换：
{\displaystyle \mathbb {E} _{\theta }[\log p_{\hat {\theta }}(x)]\rightsquigarrow {\frac {1}{n}}\sum _{i=1}^{n}\log p_{\hat {\theta }}(x)}
即，可以通过下式评估：
{\displaystyle D_{\text{KL}}(p_{\theta }(x)||p_{\hat {\theta }}(x))=\mathbb {E} _{\theta }[\log p_{\theta }(x)]-{\frac {1}{n}}\sum _{i=1}^{n}\log p_{\hat {\theta }}(x_{i})}
对于一个已知的分布，其参数{\displaystyle \theta }是确定的。因此，{\displaystyle \mathbb {E} _{\theta }[\log p_{\theta }(x)]}为常数。因此，我们可以通过最小化KL值获得最佳估计参数：
{\displaystyle {\begin{aligned}{\hat {\theta }}&=\arg \min _{\hat {\theta }}\mathbb {E} _{\theta }[\log p_{\theta }(X)]-{\frac {1}{n}}\sum _{i=1}^{n}\log p_{\hat {\theta }}(x_{i})\\&\Rightarrow \arg \min _{\hat {\theta }}-{\frac {1}{n}}\sum _{i=1}^{n}\log p_{\hat {\theta }}(x_{i})\\&\Rightarrow \arg \max _{\hat {\theta }}{\frac {1}{n}}\sum _{i=1}^{n}\log p_{\hat {\theta }}(x_{i})\\&\Rightarrow \arg \max _{\hat {\theta }}\sum _{i=1}^{n}\log p_{\hat {\theta }}(x_{i})\\&\Rightarrow \arg \max _{\hat {\theta }}\log \left[\prod _{i=1}^{n}p_{\hat {\theta }}(x_{i})\right]\\&\Rightarrow \arg \max _{\hat {\theta }}\prod _{i=1}^{n}p_{\hat {\theta }}(x_{i})\\\end{aligned}}}
因此，要得到最佳参数估计值，只需要最大化{\displaystyle \prod _{i=1}^{n}p_{\hat {\theta }}(x_{i})}，这就是最大似然函数。对于连续型随机变量，有相同的结论。

## 例子

### 离散分布，离散有限参数空间
考虑一个抛硬币的例子。假设这个硬币正面跟反面轻重不同。我们把这个硬币抛80次（即，我们获取一个采样{\displaystyle x_{1}={\mbox{H}},x_{2}={\mbox{T}},\ldots ,x_{80}={\mbox{T}}}并把正面的次数记下来，正面记为H，反面记为T）。并把抛出一个正面的概率记为{\displaystyle p}，抛出一个反面的概率记为{\displaystyle 1-p}（因此，这裡的{\displaystyle p}即相当于上方的{\displaystyle \theta }）。假设我们抛出了49个正面，31个反面，即49次H，31次T。假设这个硬币是我们从一个装了三个硬币的盒子里头取出的。这三个硬币抛出正面的概率分别为{\displaystyle p=1/3}, {\displaystyle p=1/2}, {\displaystyle p=2/3}，这些硬币没有标记，所以我们无法知道哪个是哪个。使用最大似然估计，基于二项分布中的概率质量函数公式，通过这些试验数据（即采样数据），我们可以计算出哪个硬币的可能性最大。这个似然函数取以下三个值中的一个：
{\displaystyle {\begin{matrix}\mathbb {L} (p=1/3\mid {\mbox{H=49, T=31 }})&=&\mathbb {P} ({\mbox{H=49, T=31 }}\mid p=1/3)&=&{80 \choose 49}(1/3)^{49}(1-1/3)^{31}\approx 0.000\\&&\\\mathbb {L} (p=1/2\mid {\mbox{H=49, T=31 }})&=&\mathbb {P} ({\mbox{H=49, T=31 }}\mid p=1/2)&=&{80 \choose 49}(1/2)^{49}(1-1/2)^{31}\approx 0.012\\&&\\\mathbb {L} (p=2/3\mid {\mbox{H=49, T=31 }})&=&\mathbb {P} ({\mbox{H=49, T=31 }}\mid p=2/3)&=&{80 \choose 49}(2/3)^{49}(1-2/3)^{31}\approx 0.054\\\end{matrix}}}
我们可以看到当{\displaystyle {\widehat {p}}=2/3}时，似然函数取得最大值。

顯然地，這硬幣的公平性和那種拋出後正面的機率是2/3的硬幣是最接近的。这就是{\displaystyle p}的最大似然估计。

### 离散分布，连续参数空间
现在假设例子1中的盒子中有无数个硬币，对于{\displaystyle 0\leq p\leq 1}中的任何一个{\displaystyle p}， 都有一个抛出正面概率为{\displaystyle p}的硬币对应，我们来求其似然函数的最大值：
{\displaystyle {\begin{matrix}{\mbox{L}}(\theta )&=&f_{D}({\mbox{H=49,T=80-49}}\mid p)={80 \choose 49}p^{49}(1-p)^{31}\\\end{matrix}}}
其中{\displaystyle 0\leq p\leq 1}.
我们可以使用微分法来求極值。方程两边同时对{\displaystyle p}取微分，并使其为零。

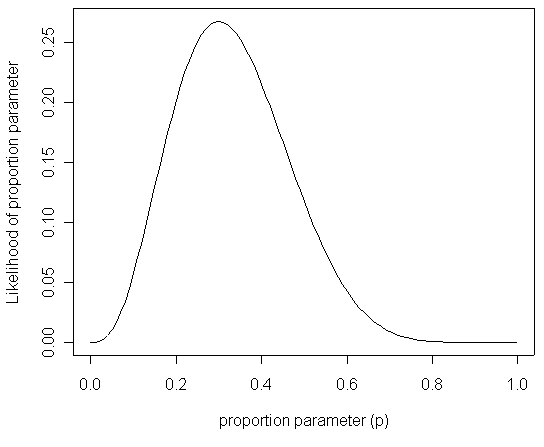
在不同比例参数值下一个二项式过程的可能性曲线t = 3, n = 10；其最大似然估计值发生在其众数并在曲线的最大值处。

{\displaystyle {\begin{matrix}0&=&{80 \choose 49}{\frac {d}{dp}}\left(p^{49}(1-p)^{31}\right)\\&&\\&\propto &49p^{48}(1-p)^{31}-31p^{49}(1-p)^{30}\\&&\\&=&p^{48}(1-p)^{30}\left[49(1-p)-31p\right]\\\end{matrix}}}
其解为{\displaystyle p=0}, {\displaystyle p=1}，以及{\displaystyle p=49/80}.使可能性最大的解显然是{\displaystyle p=49/80}（因为{\displaystyle p=0}和{\displaystyle p=1}这两个解会使可能性为零）。因此我们说最大似然估计值为{\displaystyle {\widehat {p}}=49/80}.
这个结果很容易一般化。只需要用一个字母{\displaystyle t}代替49用以表达伯努利试验中的被观察数据（即样本）的“成功”次数，用另一个字母{\displaystyle n}代表伯努利试验的次数即可。使用完全同样的方法即可以得到最大似然估计值:
{\displaystyle {\widehat {p}}={\frac {t}{n}}}
对于任何成功次数为{\displaystyle t}，试验总数为{\displaystyle n}的伯努利试验。

### 连续分布，连续参数空间
最常见的连续概率分布是正态分布，其概率密度函数如下：
{\displaystyle f(x\mid \mu ,\sigma ^{2})={\frac {1}{\sqrt {2\pi \sigma ^{2}}}}e^{-{\frac {(x-\mu )^{2}}{2\sigma ^{2}}}}}
现在有{\displaystyle n}个正态随机变量的采样点，要求的是一个这样的正态分布，这些采样点分布到这个正态分布可能性最大（也就是概率密度积最大，每个点更靠近中心点），其{\displaystyle n}个正态随机变量的采样的对应密度函数（假设其独立并服从同一分布）为：
{\displaystyle f(x_{1},\ldots ,x_{n}\mid \mu ,\sigma ^{2})=\left({\frac {1}{2\pi \sigma ^{2}}}\right)^{\frac {n}{2}}e^{-{\frac {\sum _{i=1}^{n}(x_{i}-\mu )^{2}}{2\sigma ^{2}}}}}
也可以写为：
{\displaystyle f(x_{1},\ldots ,x_{n}\mid \mu ,\sigma ^{2})=\left({\frac {1}{2\pi \sigma ^{2}}}\right)^{n/2}\exp \left(-{\frac {\sum _{i=1}^{n}(x_{i}-{\bar {x}})^{2}+n({\bar {x}}-\mu )^{2}}{2\sigma ^{2}}}\right)},
这个分布有两个参数：{\displaystyle \mu ,\sigma ^{2}}.有人可能会担心两个参数与上方的讨论的例子不同，上方的例子都只是在一个参数上对可能性进行最大化。实际上，在两个参数上的求最大值的方法也差不多：只需要分别把可能性{\displaystyle {\mbox{L}}(\mu ,\sigma )=f(x_{1},,\ldots ,x_{n}\mid \mu ,\sigma ^{2})}在两个参数上最大化即可。当然这比一个参数麻烦一些，但是一点也不复杂。使用上方例子同样的符号，我们有{\displaystyle \theta =(\mu ,\sigma ^{2})}.
最大化一个似然函数同最大化它的自然对数是等价的。因为自然对数log是一个连续且在似然函数的值域内严格递增的上凹函数。[注意：可能性函数（似然函数）的自然对数跟信息熵以及費雪訊息联系紧密。]求对数通常能够一定程度上简化运算，比如在这个例子中可以看到：
{\displaystyle {\begin{aligned}0&={\cfrac {\partial }{\partial \mu }}\log \left(\left({\cfrac {1}{2\pi \sigma ^{2}}}\right)^{\frac {n}{2}}e^{-{\frac {\sum _{i=1}^{n}(x_{i}-{\bar {x}})^{2}+n({\bar {x}}-\mu )^{2}}{2\sigma ^{2}}}}\right)\\&={\cfrac {\partial }{\partial \mu }}\left(\log \left({\cfrac {1}{2\pi \sigma ^{2}}}\right)^{\frac {n}{2}}-{\cfrac {\sum _{i=1}^{n}(x_{i}-{\bar {x}})^{2}+n({\bar {x}}-\mu )^{2}}{2\sigma ^{2}}}\right)\\&=0-{\cfrac {-2n({\bar {x}}-\mu )}{2\sigma ^{2}}}\end{aligned}}}
这个方程的解是{\displaystyle {\widehat {\mu }}={\bar {x}}=\sum _{i=1}^{n}x_{i}/n}.这的确是这个函数的最大值，因为它是{\displaystyle \mu }里头惟一的一阶导数等于零的点并且二阶导数严格小于零。
同理，我们对{\displaystyle \sigma }求导，并使其为零。
{\displaystyle {\begin{aligned}0&={\cfrac {\partial }{\partial \sigma }}\log \left(\left({\cfrac {1}{2\pi \sigma ^{2}}}\right)^{\frac {n}{2}}e^{-{\frac {\sum _{i=1}^{n}(x_{i}-{\bar {x}})^{2}+n({\bar {x}}-\mu )^{2}}{2\sigma ^{2}}}}\right)\\&={\cfrac {\partial }{\partial \sigma }}\left({\cfrac {n}{2}}\log \left({\cfrac {1}{2\pi \sigma ^{2}}}\right)-{\cfrac {\sum _{i=1}^{n}(x_{i}-{\bar {x}})^{2}+n({\bar {x}}-\mu )^{2}}{2\sigma ^{2}}}\right)\\&=-{\cfrac {n}{\sigma }}+{\cfrac {\sum _{i=1}^{n}(x_{i}-{\bar {x}})^{2}+n({\bar {x}}-\mu )^{2}}{\sigma ^{3}}}\end{aligned}}}
这个方程的解是{\displaystyle {\widehat {\sigma }}^{2}=\sum _{i=1}^{n}(x_{i}-{\widehat {\mu }})^{2}/n}.
因此，其关于{\displaystyle \theta =(\mu ,\sigma ^{2})}的最大似然估计为：
{\displaystyle {\widehat {\theta }}=({\widehat {\mu }},{\widehat {\sigma }}^{2})=({\bar {x}},\sum _{i=1}^{n}(x_{i}-{\bar {x}})^{2}/n)}.

## 性质

### 泛函不变性（Functional invariance）
如果{\displaystyle {\hat {\theta }}}是{\displaystyle \theta }的一个最大似然估计，那么{\displaystyle \alpha =g(\theta )}的最大似然估计是{\displaystyle {\hat {\alpha }}=g({\hat {\theta }})}。函数g无需是一个双射。

### 渐近线行为
最大似然估计函数在采样样本总数趋于无穷的时候达到最小方差，其证明可见于克拉馬－羅下限。当最大似然估计非偏时，等价的，在极限的情况下我们可以称其有最小的均方差。
对于独立的观察来说，最大似然估计函数经常趋于正态分布。

### 偏差
最大似然估计的偏差是非常重要的。考虑这样一个例子，标有{\displaystyle 1}到{\displaystyle n}的{\displaystyle n}张票放在一个盒子中。从盒子中随机抽取票。如果{\displaystyle n}是未知的话，那么{\displaystyle n}的最大似然估计值就是抽出的票上标有的{\displaystyle n}，尽管其期望值的只有{\displaystyle (n+1)/2}.为了估计出最高的{\displaystyle n}值，我们能确定的只能是{\displaystyle n}值不小于抽出来的票上的值。

## 历史
最大似然估计最早是由羅納德·費雪在1912年至1922年间推荐、分析并大范围推广的。（虽然以前高斯、拉普拉斯、托瓦爾·尼古拉·蒂勒和F. Y. 埃奇沃思也使用过）。许多作者都提供了最大似然估计发展的回顾。
大部分的最大似然估计理论都在贝叶斯统计中第一次得到发展，并被后来的作者简化。